# Euphorbia myrsinites

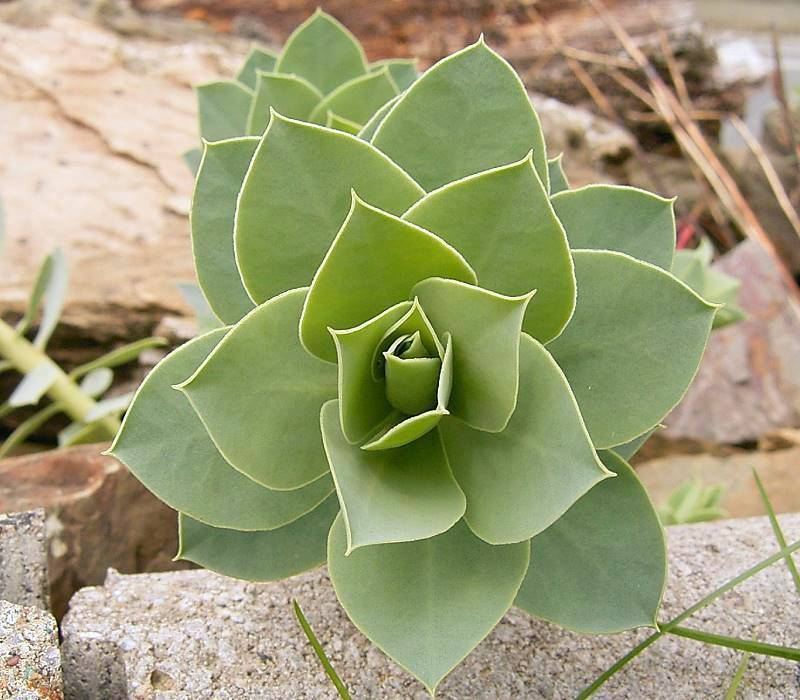

Euphorbia myrsinites L. es una especie fanerógama perteneciente a la familia de las euforbiáceas. 

## Distribución geográfica
Es nativa del sudeste de Europa y Asia Menor e Italia a través del este de los Balcanes hasta  Crimea y Turquía.

## Descripción
Es una planta herbácea perenne con tallos en creciente expansión que alcanzan los 20-40 cm de largo. Las hojas están dispuestas en espiral, carnosas, pálidas, de color verde azulado glauco y 1-2 cm de largo. Las flores son poco visibles, pero están rodeadas de brácteas de color azufre amarillo brillante (teñidas de color rojo en el cultivar 'Washfield'); que se producen durante la primavera.

## Cultivo
Aunque a veces crece como una planta decorativa en los jardines, especialmente valorada en zonas áridas, a menudo se consideran nocivas, y es invasiva en algunas regiones.  Su cultivo es ilegal en los EE. UU. estado de Colorado. La savia lechosa puede ocasionar irritaciones de la piel y los ojos. 

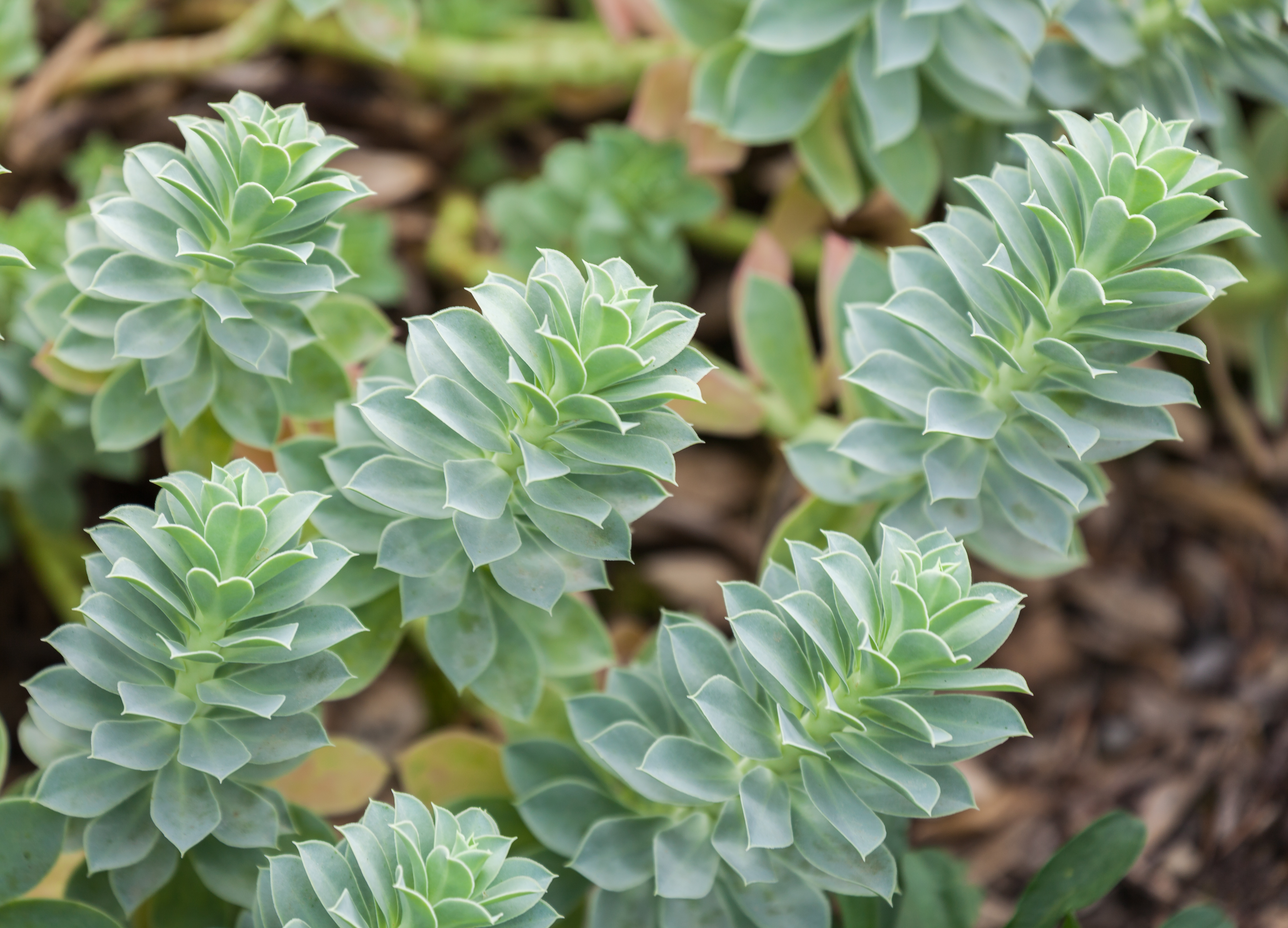
Vista de la planta.

## Taxonomía
Euphorbia myrsinites fue descrita por Carlos Linneo y publicado en Sp. Pl. 461 1753.
Etimología
Euphorbia: nombre genérico que deriva del médico griego del rey Juba II de Mauritania (52 a 50 a. C. - 23), Euphorbus, en su honor – o en alusión a su gran vientre –  ya que usaba médicamente Euphorbia resinifera. En 1753 Carlos Linneo asignó el nombre a todo el género.
myrsinites: epíteto
Variedades
- Euphorbia myrsinites ssp. myrsinites
- Euphorbia myrsinites ssp. pontica (Prokh.) R.Turner 1995
- Euphorbia myrsinites ssp. rechingeri (Greuter) Aldén 1986

Sinonimia
- Tithymalus myrsinites (L.) Hill (1768).
- Galarhoeus myrsinites (L.) Haw. (1812).
- Endoisila myrsinites (L.) Raf. (1838).
- Murtekias myrsinites (L.) Raf. (1838).
- Euphorbion myrsinitum (L.) St.-Lag. (1880).[8]